# Saúl Martínez
Saúl Asael Martínez (Colón, 29 gennaio 1976) è un ex calciatore honduregno, nel ruolo di attaccante.

## Carriera
Ha iniziato la sua carriera professionistica nella squadra americana dei Long Island Rough Riders. Durante la sua carriera ha giocato per i cinesi dello Shanghai Shenhua, segnando 38 reti in 93 presenze.
Con l'Honduras ha partecipato alla Copa América 2001 arrivando al terzo posto e segnando 2 reti, di cui una nella storica vittoria contro il Brasile.
Entrambi i suoi nomi, Saul e Asael, sono di origine biblica.

## Palmarès

### Club
- Campionato di calcio cinese: 1

2003

### Nazionale
- Coppa Carlsberg: 1

2001
- Kirin Cup: 1

2002

### Individuale
- Capocannoniere del Campionato di calcio cinese: 1

2003
- Capocannoniere Coppa Carlsberg: 1

2001